# 卡里索斯普林斯
卡里索斯普林斯（Carrizo Springs）是美国得克萨斯州的一座城市，迪米特县县治，2000年人口5,655。卡里索斯普林斯位于得州拉雷多之西北方约81.42英里、墨西哥边境以东约45英里处，美国国道83途经市内。该城在1865年由一个来自阿塔斯科萨县的15人家庭建立，因为当地的泉水而得名（市名中的一词在英语中意为“泉”），西班牙人以围绕泉水种植的甘蔗草命名该城。